# Muazzez İlmiye Çığ

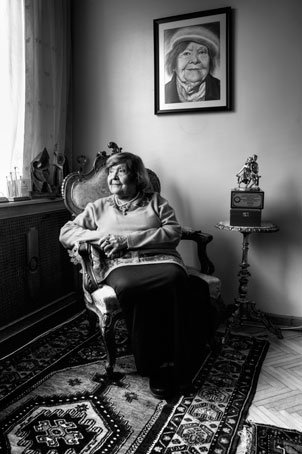
Muazzez İlmiye Çığ.

Muazzez İlmiye Çığ, född 20 juni 1914 i provinsen Bursa, Turkiet, död 17 november 2024 i Mersin i provinsen Mersin, var en turkisk historiker och ledande auktoritet på den sumeriska kulturen.
Cig åtalades men frikändes 2006 för att ha "kränkt den turkiska identiteten" genom att i skrift påstå att det i det sumeriska väldet bara var prostituerade som bar huvudduk.